# Jeep Avenger
O Jeep Avenger é um crossover de porte compacto (segmento B) produzido pela Jeep desde janeiro de 2023 principalmente para o mercado europeu. Posicionado abaixo do Renegade, é o menor veículo oferecido pela Jeep.
O nome "Avenger" já foi usado pela Chrysler em duas ocasiões anteriores, a saber, o Dodge Avenger (um produto norte-americano) à venda entre 1994–2000 e depois entre 2008–2014; e antes disso no Hillman Avenger (construído pela extinta divisão européia da Chrysler) na década de 1970.